# Jełyzaweta Sajdakowa
Jełyzaweta Serhijiwna Tiskariowa z domu Sajdakowa (ukr. Єлизавета Сергіївна Тіскарьова (Сайдакова); ur. 2 grudnia 1996) – ukraińska zapaśniczka walcząca w stylu wolnym. 
Jedenasta na mistrzostwach Europy w 2018. Trzecia na ME U-23 w 2019 roku.